# Bogan
Forlaget Bogan blev grundlagt i Aarhus i 1974 af Evan Bogan. Den første bog udgivet på forlaget var Ole Schierbecks Dødsdømt, der udkom den 6. december. Danmark var ramt af økonomisk krise, og blandt kolleger ansås tidspunktet for at være dødsdømt. Men forlæggeren, Evan Bogan, anså tidspunktet anderledes – han så det som et tidspunkt, hvor konkurrencen var lig nul. Siden har Bogan udgivet mere end 300 titler.
I 2004 blev Bogan en del af Forlaget Hovedland, men Bogan fungerer i dag stadig som et selvstændigt forlag med egne udgivelser.

## Udgivelser
Bogans program er vidt spændende, og Bogan har udgivet alt fra bøger om devaer til til supersælgeren Mega Pruttebogen. Udgivelserne lægger sig hovedsageligt inden for områderne alternativ behandling, metafysik & mystik og krop & sind, men forlaget har også udgivet blandt andet rejsebøger og biografier og forlaget har desuden flere historiske udgivelser på programmet. Folaget Bogan har haft stor succes med udgivelserne Ryd op i dit rod, Glem ikke de små ting og Vær god ved dig selv.